# Ptychobranchus fasciolaris
Ptychobranchus fasciolaris är en musselart som först beskrevs av Rafinesque 1820.  Ptychobranchus fasciolaris ingår i släktet Ptychobranchus och familjen målarmusslor. IUCN kategoriserar arten globalt som livskraftig. Inga underarter finns listade i Catalogue of Life.